# 1899 w nauce

## Urodzili się
- 12 stycznia – Paul Müller, szwajcarski chemik. Zdobywca Nagrody Nobla w dziedzinie medycyny i fizjologii w 1948 roku za odkrycie wysokiej skuteczności DDT w zwalczaniu stawonogów.
- 4 lutego – Jan Gwiazdomorski, polski prawnik, profesor Uniwersytetu Jagiellońskiego i Wrocławskiego, członek Polskiej Akademii Umiejętności.
- 27 lutego – Charles Best, kanadyjski fizjolog, współodkrywca insuliny
- 19 marca – Józef Zieliński, polski historyk, badacz dziejów nowożytnych i najnowszych, podczas niemieckiej okupacji czynny w tajnym nauczaniu w Krakowie, część prac opublikował pod pseudonimem Mariusz Kułakowski.
- 22 maja – Oskar Hammelsbeck, niemiecki pedagog, w latach 1946–1959 dyrektor Akademii Pedagogicznej w Wuppertalu.
- 18 sierpnia – Pietro Belluschi, amerykański architekt włoskiego pochodzenia, w latach 1951–1965 dyrektora wydziału architektury w Massachusetts Institute of Technology.
- 3 września – Frank Macfarlane Burnet, australijski immunolog, w latach 1944–1965 był profesorem uniwersytetu w Melbourne. W 1940 roku opisał sposób hodowli wirusów grypy w zarodkach kurzych jaj.
- 13 września – Grzegorz (Peradze), gruziński duchowny, święty prawosławny, teolog, wykładowca Studium Teologii Prawosławnej Uniwersytetu Warszawskiego w latach 1933–1939, specjalista w dziedzinie patrologii i historii monastycyzmu gruzińskiego zabity w obozie Auschwitz (zm. 1942).
- 20 września – Leo Strauss, niemiecko-amerykański filozof.
- 21 września – Juliusz Paweł Schauder, polski matematyk żydowskiego pochodzenia, jego największym osiągnięciem jest podanie twierdzenia o punkcie stałym.
- 29 września
  - Jan Rzepecki, polski oficer, pułkownik, historyk wojskowości.
  - László Bíró, węgierski wynalazca i dziennikarz. Przypisuje mu się wynalezienie długopisu w dzisiejszej formie.

## Zmarli
- 18 lutego – Marius Sophus Lie, norweski matematyk, twórca teorii grup Liego.
- 2 marca – Ernest Malinowski, polski inżynier budownictwa, budowniczy kolei w Peru, profesor Uniwersytetu w Limie.
- 19 kwietnia – Stanisław Kierbedź, polski inżynier, pod jego kierownictwem zbudowano most żelazny na Newie.
- 2 czerwca – John Whitehead, angielski badacz, naturalista, kolekcjoner okazów ptaków, w roku 1888 jako pierwszy zdobył szczyt Kinabalu.
- 16 sierpnia – Robert Bunsen, niemiecki fizyk i chemik, profesor we Wrocławiu i Heidelbergu.
- 18 września – Włodzimierz Dzieduszycki, hrabia, polski przyrodnik, mecenas nauki i kultury, folklorysta, w 1847 sprowadził z Poturzycy do Lwowa słynną Bibliotekę Poturzycko-Zarzecką wraz z cennym zbiorem obrazów, wzbogacając je nowymi zakupami książek oraz obrazami, założył także Muzeum Przyrodnicze im. Dzieduszyckich we Lwowie.
- 28 października
  - Ottmar Mergenthaler, niemiecki wynalazca, skonstruował linotyp.
  - Oskar Fabian, polski matematyk i fizyk.
- 6 listopada – Józef Grabowski, polski inżynier kolejnictwa, uczestnik powstania styczniowego, członek Rządu Narodowego i pełnomocnik rządu w Galicji, w latach 1890–1899 redaktor Przeglądu Technicznego.
- 2 grudnia – Miklós Szontagh, węgierski lekarz, botanik, turysta, taternik, myśliwy, założył miejscowość Nowy Smokowiec, w której wybudowane zostało pierwsze sanatorium przeciwgruźlicze na Węgrzech. Prowadził tam przez wiele lat stację meteorologiczną. Wyniki badań posłużyły za materiał do licznych prac z zakresu klimatologii i medycyny. Autor licznych artykułów i prac w tematyce tatrzańskiej, dotyczące m.in. botaniki, medycyny, klimatologii.

## Nauki przyrodnicze i ścisłe

### Astronomia
- powstało Astronomical and Astrophysical Society of America (późniejsze American Astronomical Society)
- 12 marca w Finlandii na zamarzniętą powierzchnię Morza Bałtyckiego spadł kamienny meteoryt Bjurböle.
- 17 marca amerykański astronom William Henry Pickering odkrył Febe, jeden z księżyców Saturna.
- 31 marca francuski astronom Jérôme Eugène Coggia odkrył planetoidę (444) Gyptis.

### Chemia
- André-Louis Debierne odkrył Aktyn

### Fizyka
- W 1899 Hertha Marks Ayrton jako pierwsza kobieta otrzymała członkostwo w Institution of Electrical Engineers. Była również pierwszą kobietą, która odczytała własną pracę naukową w Royal Society w Londynie.

### Medycyna
- 6 marca w Niemczech dokonano rejestracji aspiryny firmy Bayer.
- założenie Londyńskiej Szkoły Higieny i Medycyny Tropikalnej

## Technika
- 17 marca po raz pierwszy wykorzystano łączność radiową do wezwania pomocy w sytuacji zagrożenia na morzu.
- 29 marca Guglielmo Marconi dokonał pierwszego przekazu za pomocą telegrafu bezprzewodowego między Wielką Brytanią a kontynentem.
- Camille Jenatzy jako pierwszy przekroczył na pojeździe elektrycznym La Jamais Contente barierę 100 km/h.
- 12 czerwca firma Renault zaprezentowała w Paryżu swój pierwszy pojazd – Typ A.
- 11 lipca został założony koncern motoryzacyjny FIAT.
- 13 września – pierwsza w historii amerykańska śmiertelna ofiara wypadku samochodowego: 68-letni agent nieruchomości Henry Bliss zginął potrącony na ulicy w Nowym Jorku.
- Powstaje akumulator niklowo-kadmowy. Konstruuje go Waldemar Junger[1].

## Geografia
- 13 września brytyjski geograf Halford John Mackinder dokonał pierwszego wejścia na górę Kenia.